# Asplenium pinnatifidum
Asplenium pinnatifidum är en svartbräkenväxtart som beskrevs av Thomas Nuttall. Asplenium pinnatifidum ingår i släktet Asplenium och familjen Aspleniaceae. Inga underarter finns listade.

## Bildgalleri

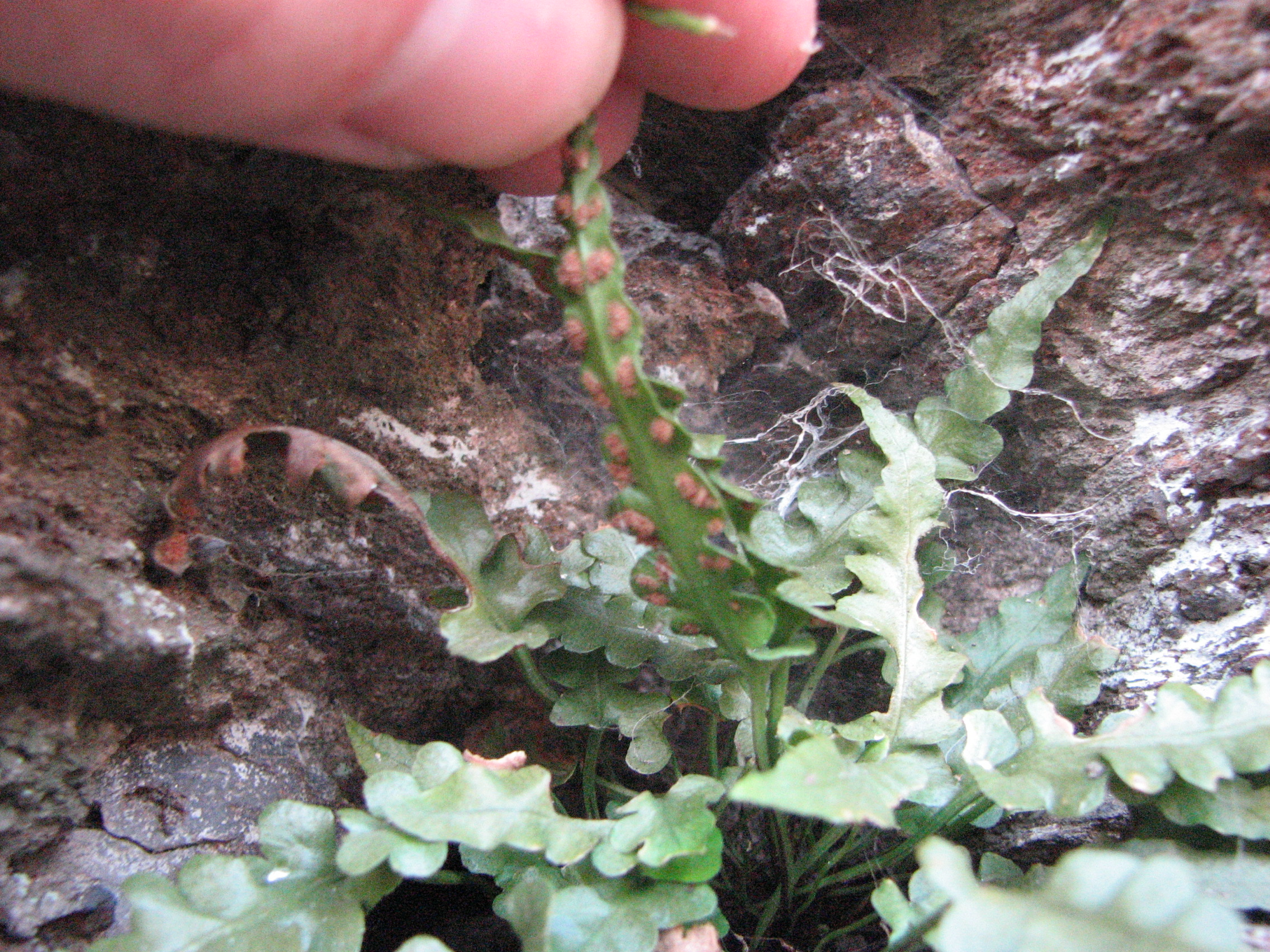
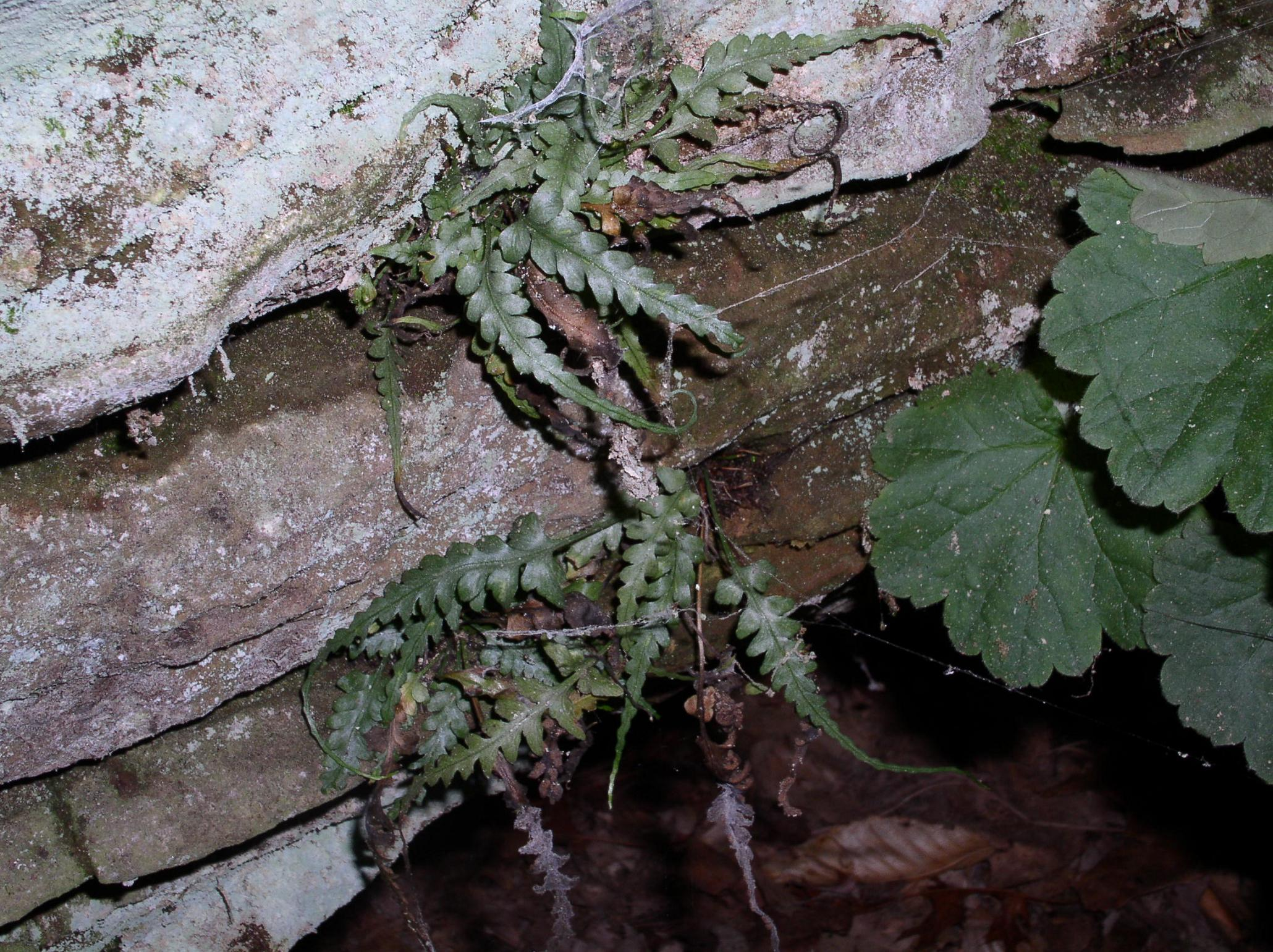